# The D-Day Story
The D-Day Story (deutsch etwa „Geschichte des D-Day“), früherer Name D-Day Museum, ist eine Ausstellung zum D-Day, also zum 6. Juni 1944, dem Tag, an dem während des Zweiten Weltkriegs die alliierte Landung in der Normandie stattfand. Die Exposition befindet sich in der südenglischen Hafenstadt Southsea.

## Geschichte
Die Ausstellung gliedert sich thematisch in drei Abschnitte: die Vorbereitungen, die Schlacht und das Vermächtnis. Den Besuchern wird anhand von authentischen Artefakten ein Einblick in die damalige Zeit und die weltgeschichtlich bedeutsamen Ereignisse dieses einen Tages geboten.
Gezeigt werden persönliche und militärische Objekte wie Uniformen, Ausrüstungsgegenstände, Karten, Fotografien und Fahrzeuge. Die reichhaltige Palette beginnt bei kleinen Hilfsmitteln, wie einem Taschenkompass, und endet bei Kriegsschiffen, wie den für den Erfolg der Invasion unverzichtbaren Landungsbooten. Ein Glanzstück der Sammlung stellt das originale Landing Craft Tank (LCT) mit der Bezeichnung LCT 7074 dar. Es ist seit August 2020 Teil der Ausstellung und das einzige, noch erhaltene britische Landungsschiff, das an der Operation Overlord beteiligt war.
Die Ausstellung The D-Day Story illustriert die Vorgeschichte, die zum D-Day geführt hat, und präsentiert den Besuchern die Ereignisse des Tages selbst anhand authentischer Exponate. Ein Teil der Sammlung kann auch online besichtigt werden.

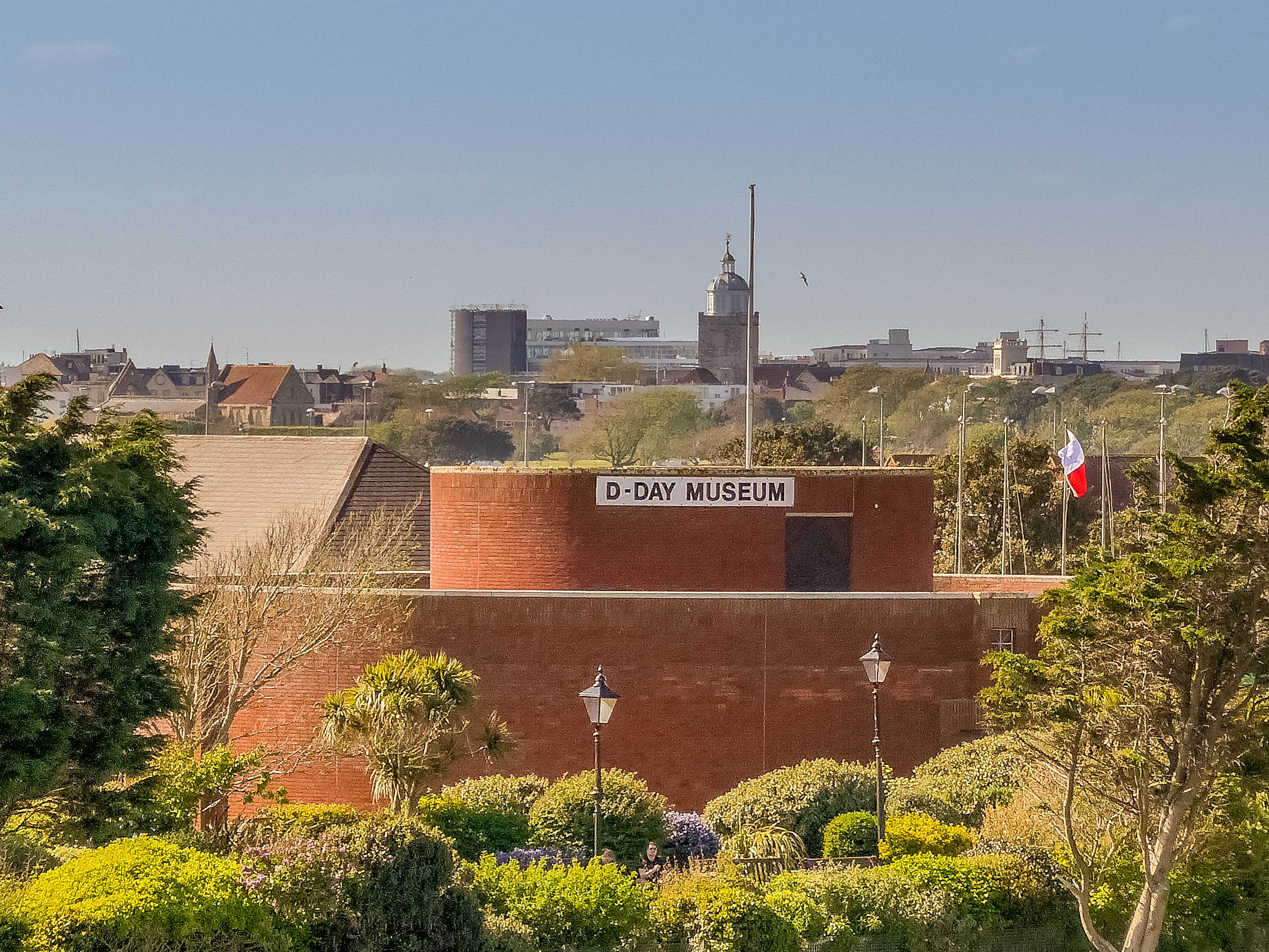
Das Ausstellungsgebäude
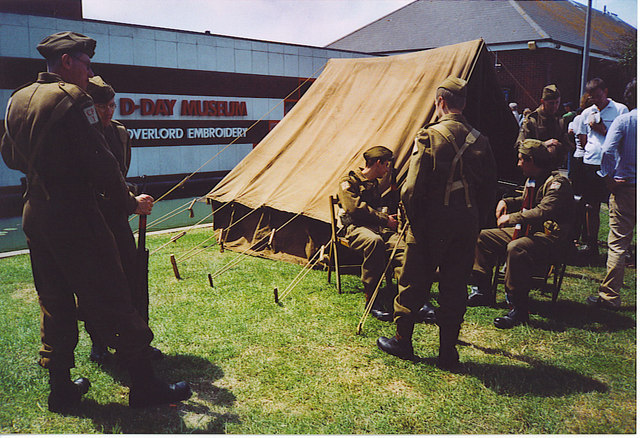
Ein Feldlager
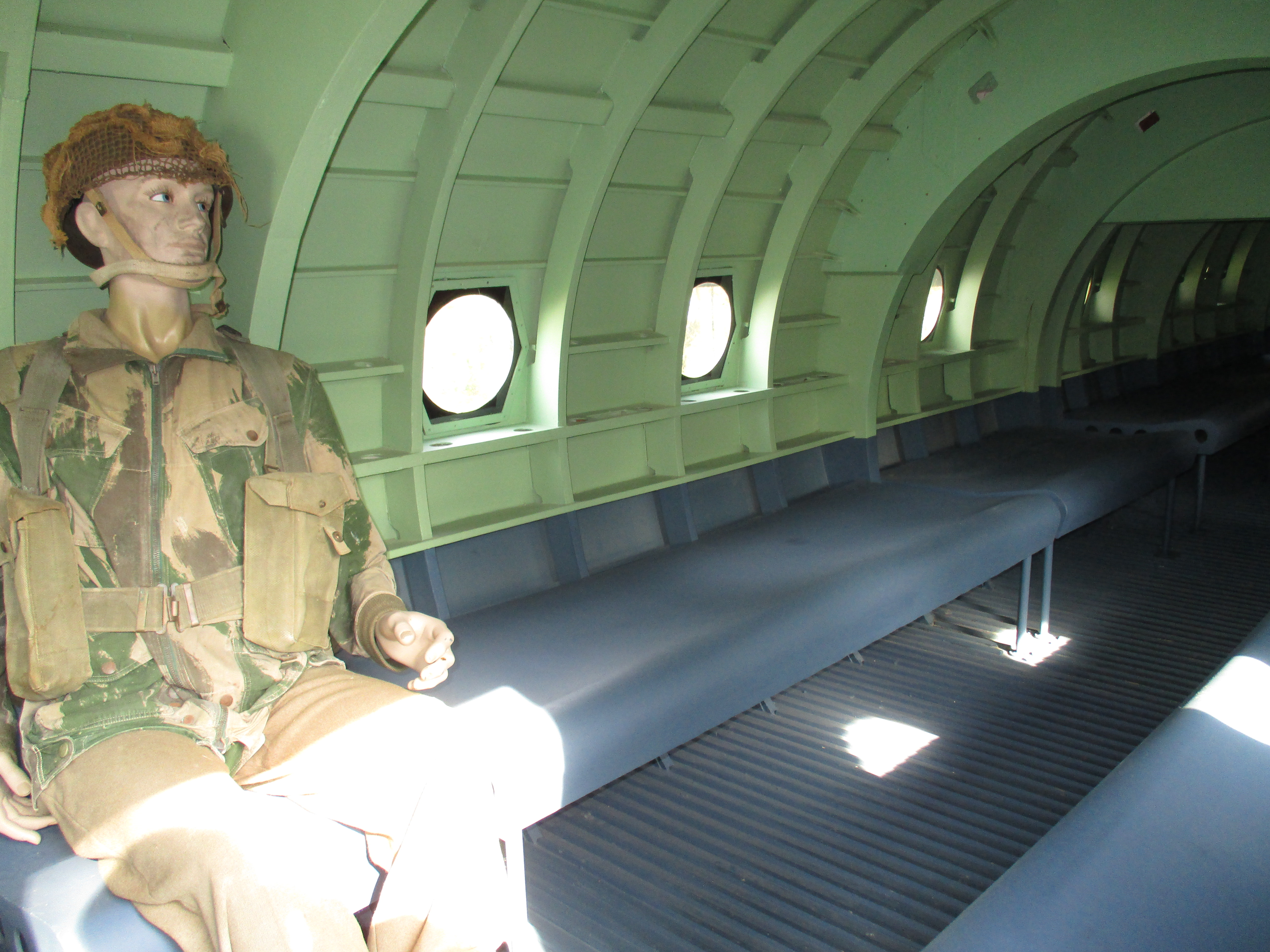
Im Inneren eines Lastenseglers
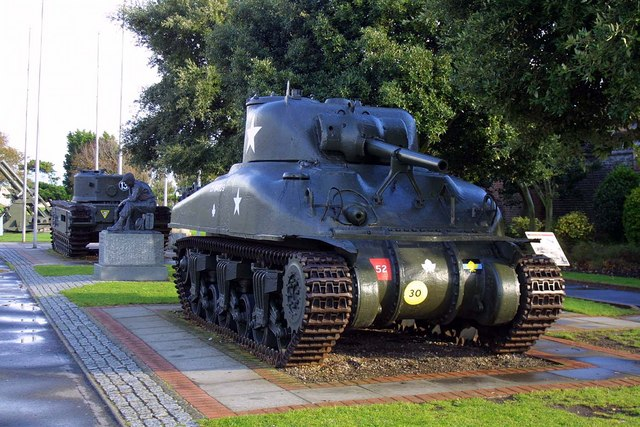
Ein Sherman-Panzer
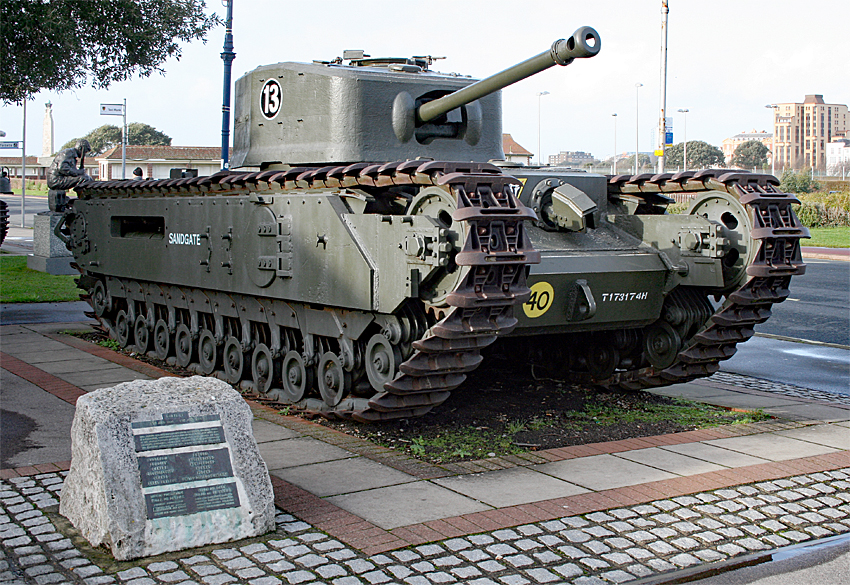
Ein Churchill-Panzer
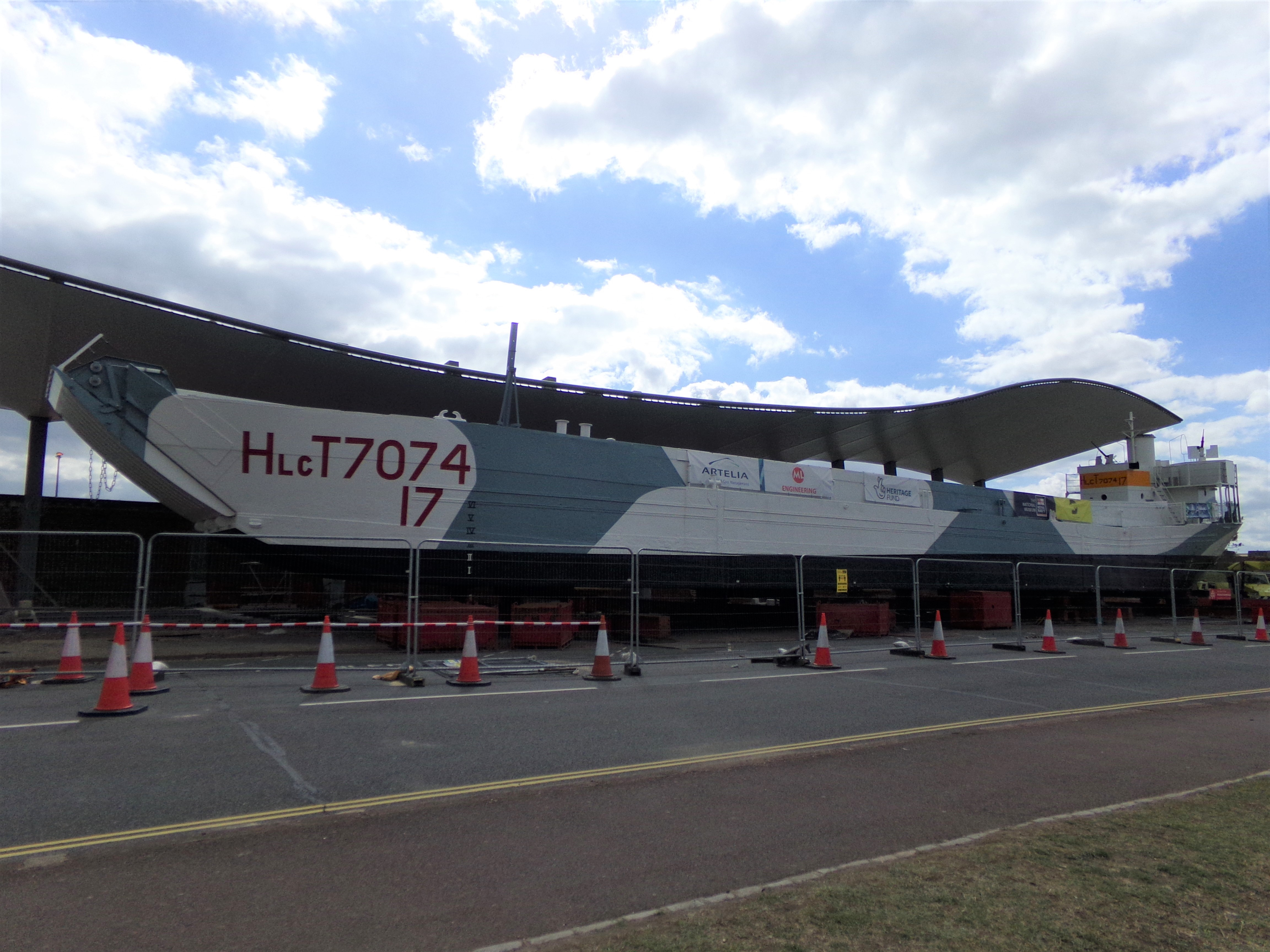
Das Landungsboot LCT 7074